# Orla Guerin
Orla Guerin MBE (Dublin, 15 mei 1966) is een Ierse journalist en nieuwspresentatrice. Ze is een correspondent die werkt voor BBC News en op het moment gevestigd is in Caïro.

## Vroege leven en carrière
Orla Guerin werd geboren in Dublin en ging naar een kloosterschool. In 1985 behaalde ze een diploma in journalistiek en slaagde aan het Dublin Institute of Technology (DIT). Ze heeft ook een master behaald in Film Studies aan University College Dublin (UCD).
Guerin begon haar carrière werkend voor nieuwsbladen in Dublin zoals de Sunday Tribune. Ze sloot zich aan bij RTÉ News in 1987 en werd de jongste correspondent in het buitenland toen ze in 1990, op 23-jarige leeftijd, naar Oost-Europa werd gestuurd . Ze bleef bij RTÉ tot in 1994 en was ook verslaggever vanuit centraal Europa, de voormalige Sovjet-Unie, Joegoslavië en Sarajevo. In 1992 won Guerin een Jacob's Award voor haar rapportages in Oost-Europa voor de Ierse omroep RTÉ in 1992.
Ze verliet RTÉ om als een kandidaat van de Irish Labour Party te fungeren in de Europese parlementsverkiezingen van 1994. Als beginneling in de politiek werd Guerin persoonlijk uitgekozen door partijleider Dick Spring. Al werd ze niet geselecteerd op het congres van de partij, stond Spring erop dat ze op het stembiljet zou verschijnen. Ze won geen zetel en eindigde als zevende van de vijftien kandidaten met zes procent van de stemmen.

## BBC carrière
Guerin sloot zich aan bij de BBC in 1995. Ze was gevestigd in Los Angeles vanaf januari 1996 en werd de correspondent voor Zuid-Europa in juli 1996. Tot juni 2000 was Guerin gevestigd in Rome. Gedurende deze periode was Guerin verslaggever in Kosovo, de Republiek van Macedonië en Baskenland. In de tweede helft van 2000 was Guerin gevestigd in Moskou en dekte ze de ramp met de onderzeeboot Koersk in 2000.
Guerin legde regelmatig verslag uit oorlogsgebieden en vertelde later aan de Engelse krant Evening Standard over de noodzaak om passende kleding te dragen:

Ik kreeg mijn eerste scherfwerende jas van het Ierse leger, maar ze gaven me niet de pantserplaten die je in het vest plaatst. Zonder was de jas even nuttig als een witte zakdoek. Ik heb iets meer kennis nu en gelukkig zijn de pantserplaten lichter geworden. Je kan niet heel snel rennen met een scherfwerende jas, maar soms is het nodig om er een te dragen. Ik heb collega's gekend die overleden zijn zonder zo'n jas.

Guerin werd in januari 2001 benoemd tot correspondent van de BBC in Jeruzalem.  Begin april 2002 diende de BBC een officiële klacht in bij de Israëlische regering nadat Israëlische soldaten in de richting van Guerin en haar team hadden geschoten en hen dwongen dekking te zoeken, terwijl zij een vreedzame demonstratie opnamen in Bethlehem op de Westelijke Jordaanoever. Bijna precies twee jaar later beschuldigde de Israëlische regering haar van een "diepgewortelde vooringenomenheid tegen Israël" in een rapport over een toekomstige zelfmoordterrorist. De BBC verdedigde Guerins verslaglegging. Caroline Hawley volgde haar op als de correspondent van de BBC in Jeruzalem. In december 2005 liet de BBC aan Broadcast magazine weten dat Guerin twee jaar langer in Jeruzalem had doorgebracht dan de reguliere driejaarlijkse rotatie die gebruikelijk was voor zijn correspondenten. Voormalig directeur-generaal van de BBC Greg Dyke schreef: "Ik twijfel er niet aan dat de beslissing van de BBC om hun correspondent Orla Guerin uit het Midden-Oosten uit de regio te halen en haar naar Zuid-Afrika te sturen deel uitmaakte van de normale rotatie van BBC-nieuwscorrespondenten over de wereld. Het was echter tamelijk slechte timing om het aan te kondigen binnen enkele dagen na het bezoek van directeur-generaal Mark Thompson aan Israël, waar hij een ontmoeting had met de Israëlische premier Ariel Sharon." Zij werd de Afrikaanse correspondent van de BBC, gevestigd in Johannesburg in januari 2006. Hierna was Guerin de correspondent van de BBC in Islamabad, Pakistan.
Op 23 februari 2018 publiceerde Orla het onderzoeksrapport 'De schaduw over Egypte', waar zij de vermeende gedwongen verdwijning van Egyptische onderdanen meldde, waaronder een jonge vrouw genaamd Zubeida, wier moeder beweerde dat zij in april 2017 door veiligheidsdiensten was ontvoerd. Op 26 februari 2018 werd een live interview uitgezonden op het Egyptische ON tv-netwerk, waar Zubeida en haar man werden geïnterviewd door Amr Adib, een prominente pro-regime reporter. Uit het interview bleek dat Zubeida sinds april 2017 van haar moeder was vervreemd, was getrouwd en net twee weken voor het BBC-rapport een baby had gekregen. Op 27 februari 2018 verklaarde de moeder van Zubeida echter in een live telefoongesprek met het in Istanbul gevestigde Mekameleen tv-station dat ze bij haar eerdere claims bleef en suggereerde dat Zubeida onder dwang was om het interview uit te voeren.  Op 28 februari 2018 kwamen er berichten binnen dat de moeder van Zubeida was gearresteerd door de Egyptische veiligheidstroepen.
In 2019 was ze de BBC-correspondent in Caracas, de Venezolaanse hoofdstad, tijdens de Venezolaanse presidentiële crisis in 2019 en protesten.

## Onderscheidingen en privéleven
In 2002 ontving ze een eredoctoraat van de University of Essex, en won ze de Broadcaster of the Year-prijs van de London Press Club.  In 2005 werd zij onderscheiden met erelidmaatschap in de Orde van het Britse Rijk, voor diensten aan de omroep.
Guerin trouwde in 2003 Reuters-correspondent Michael Georgy.  Datzelfde jaar ontving ze de News and Factual Award van Women in Film and Television UK.  In 2009 ontving ze eredoctoraten van zowel de Queen's University Belfast als de Universiteit van Ulster.
  In 2014 ontving ze een eredoctoraat van de University of Bradford.